# Odetinha
Odette Vidal Cardoso, conhecida também como "Odetinha" ou "a Menina Odetinha" (Rio de Janeiro, 18 de fevereiro de 1931 — 25 de novembro de 1939), foi uma criança carioca declarada venerável pelo Papa Francisco em 25 de novembro de 2021. 
A devoção à menina Odetinha foi iniciada por volta de 1970, quando seu túmulo, localizado no Cemitério de São João Batista, tornou-se local de visitação por parte de seus devotos.

## Biografia
Nascida no bairro suburbano de Madureira, Odete era filha dos portugueses Augusto Ferreira Cardoso e de Alice Vidal. Mas o pai não chegaria a conhecer a filha, pois morreria de tuberculose meses antes de a filha vir ao mundo. Após o nascimento de Odete, sua mãe se casou novamente, agora com o próspero empresário do ramo de carnes Francisco Oliveira. Também português e extremamente devoto, ele se tornou pai adotivo da menina.
Odete era aluna do Colégio Sion, onde convivia com as freiras. Graças à fortuna de seu pai adotivo, a família de Odete vivia em um ambiente de extremo luxo. Mas boa parte dos recursos de Francisco Oliveira era aplicada em obras de caridade. Odete tinha tudo para se tornar apenas mais uma menina rica da alta sociedade carioca, mas herdou do pai adotivo a fé católica e logo passou a demonstrar atributos extraordinários de fé. Fazia questão de comer na mesma mesa das cozinheiras e do motorista, algo impensável no Rio de Janeiro da década de 30. Chamava as filhas dos serviçais para dormir em sua cama, e eventualmente se vestia como elas. Também costumava pedir ao motorista que estacionasse o carro da família longe da escola e percorria o resto do caminho a pé.
Odetinha morreu vítima de paratifo, doença infecciosa de origem bacteriana. Foram 49 dias de sofrimento, assistido de perto pela sociedade carioca e pelos pobres que ajudava. A menina dizia: "Eu vos ofereço, ó meu Jesus, todos os meus sofrimentos pelas missões e pelas crianças pobres". No dia de sua morte ela declarou: "Meu Jesus, meu amor, minha vida, meu tudo". Sepultada em um luxuoso jazigo perpétuo no Cemitério São João Batista, a criança adquiriu fama de milagreira em meados da década de 1970, quando começaram a surgir placas de agradecimento por graças alcançadas.

## Beatificação

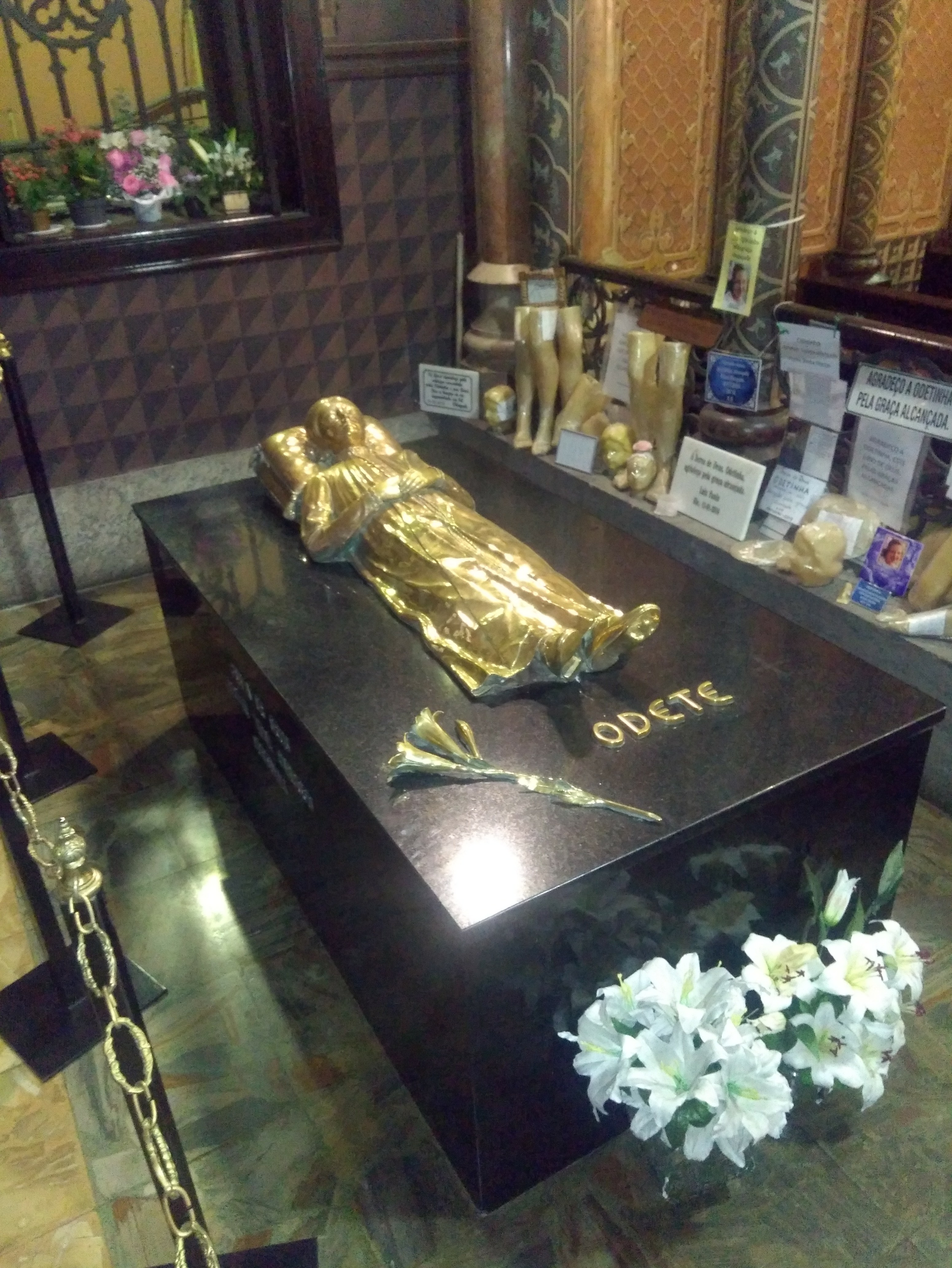
Túmulo da venerável Odetinha na Basílica da Imaculada Conceição, Botafogo, Rio de Janeiro

Em 18 de janeiro de 2013, iniciou-se o processo de beatificação de Odetinha pela Arquidiocese do Rio de Janeiro.
Seu túmulo foi aberto e seus restos mortais foram exumados e transferidos para uma urna na Basílica da Imaculada Conceição, onde a menina fez a sua primeira-comunhão. Muitos devotos foram ate lá para verem a abertura do processo de beatificação. Em 25 de novembro de 2021 o Papa reconheceu as virtudes heroicas dela. Ganhando o título de Venerável. 